# Kirklevington
Kirklevington – wieś w Anglii, w hrabstwie ceremonialnym North Yorkshire, w dystrykcie (unitary authority) Stockton-on-Tees. Leży 61 km na północ od miasta York i 340 km na północ od Londynu. Miejscowość liczy 1295 mieszkańców.